# Kanton Bannalec
Der Kanton Bannalec war bis 2015 ein französischer Wahlkreis im Arrondissement Quimper, im Département Finistère und in der Region Bretagne; sein Hauptort war Bannalec.  

## Gemeinden
Der Kanton umfasste drei Gemeinden:
| Gemeinde   | Bretonisch      | Einwohner (2022) | Fläche (km²) | Code postal | Code Insee |
| ---------- | --------------- | ---------------- | ------------ | ----------- | ---------- |
| Bannalec   | Banaleg         | 5.707            | 77.51        | 29380       | 29004      |
| Le Trévoux | An Treoù-Kernev | 1.611            | 20.83        | 29380       | 29300      |
| Melgven    | Melwênn         | 3.388            | 51.17        | 29140       | 29146      |
| Kanton     | Banaleg         | 10.483           | 149.51       | -           | 2902       |

## Bevölkerungsentwicklung
| 1962 | 1968 | 1975 | 1982 | 1990 | 1999 | 2006 | 2012   |
| ---- | ---- | ---- | ---- | ---- | ---- | ---- | ------ |
| 8261 | 8375 | 8305 | 8709 | 8810 | 8870 | 9610 | 10.483 |